# D'Urvillezee
De D'Urvillezee is een randzee van de Zuidelijke Oceaan, ten noorden van de kust van Adélieland in Oost-Antarctica. Het is vernoemd naar de Franse ontdekkingsreiziger en officier Jules Dumont d'Urville.
In het westen ligt de Mawsonzee, naar het oosten de voorgestelde Somovzee.
Aan de zee ligt het station Dumont d'Urville.